# Enkapune Ya Muto
Enkapune Ya Muto est un site préhistorique situé le long de la vallée du Grand Rift, au Kenya. Il a été occupé sur une longue période, allant de la fin du Paléolithique moyen jusqu'à notre ère. C'est l'un des plus anciens sites du Paléolithique supérieur connus à ce jour en Afrique.

## Situation
Enkapune Ya Muto est un abri sous roche situé à 2 400 m d'altitude, sur le côté oriental de l'escarpement de Mau, dans le comté de Narok, au Kenya. Le site se trouve à proximité de nombreux gisements d'obsidienne, situés dans le bassin du lac Naivasha, et la plupart des outils lithiques trouvés sur le site ont été fabriqués dans ce matériau.

## Historique
Le site a été fouillé en 1982 et 1987 par l'archéologue américain Stanley Ambrose.

## Stratigraphie
La séquence archéologique s'étend sur 5 à 6 m d'épaisseur.
Au niveau le plus bas, les artéfacts les plus anciens ont été datés de plus de 41 000 ans avant le présent (AP) et appartiennent à différentes cultures du Paléolithique moyen. Les vestiges les plus anciens du Paléolithique supérieur remontent à au moins 40 000 ans AP.
Des artéfacts plus récents ont été attribués par Stanley Ambrose à l'Eburrien (phase IV et V).
Le début du Néolithique peut être daté d'environ 3000 av. J.-C., avec l'apparition de l'Elmenteitien sur le site, contemporain du Néolithique pastoral de savane.
Les couches archéologiques supérieures ont livré des outils en pierre et des tessons de poterie datés de 600 av. J.-C., appartenant à l'Elmenteitien.

## Vestiges
Des perles en coquilles d'œuf d'autruche perforées ont été datées de 40 000 ans AP.
L'outillage lithique du Paléolithique supérieur comprend notamment des grattoirs à bout convexe et des microlithes, qui constituent l'industrie dite Sakutiek. Les petits couteaux bifaciaux et les discoïdes plats appartiennent en revanche au Paléolithique moyen. 

## Analyse
Les premières publications suivant les fouilles se fondaient principalement sur la datation par le carbone 14, de portée limitée. En utilisant la technique de datation par l'hydratation de l'obsidienne sur les outils lithiques et en évaluant les taux annuels de déposition des cendres et éjectas volcaniques, Stanley Ambrose a estimé en 1998 que le Paléolithique supérieur avait commencé sur le site avant 46 000 ans AP, qui serait ainsi l'un des plus anciens sites du Paléolithique supérieur connus à ce jour en Afrique.